# Baranowicze Północne
Baranowicze Północne (biał. Баранавічы-Паўночныя, ros. Барановичи-Северные) – stacja kolejowa w miejscowości Baranowicze, w rejonie baranowickim, w obwodzie brzeskim, na Białorusi. Leży na linii Równe – Baranowicze – Wilno.